# 阿夫拉米方程
对于许多聚合物的等温结晶过程，它们的结晶进程与时间的关系可以用阿夫拉米方程（Avrami equation）来描述。

## 阿夫拉米方程
方程如下：
(Vt-V∞)/(V0-V∞)=exp(-Ktn)  ，
亦可写成         1-C=exp(-Ktn)   ，               
其中：

V是聚合物的比容；

下标0、t、∞分别表示处于起始时、t时刻时、最终时的状态；

C表示聚合物t时刻时的结晶度；

K是结晶速率常数，K值越大，结晶速率越快；

t是结晶进程所消耗的时间；

n是Avrami指数，与成核的机理和生长的方式有关，理论上其数值是个整数，且等于生长的空间维数与成核过程的时间维数之和（如下表）:

不同成核和生长类型的Avrami指数值
| 生长方式                   | 成核方式 | 成核方式 |
| 生长方式                   | 均相成核 | 异相成核 |
| 三维生长（块（球）状晶体） | n=3+1=4  | n=3+0=3  |
| 二维生长（片状晶体）       | n=2+1=3  | n=2+0=2  |
| 一维生长（针状晶体）       | n=1+1=2  | n=1+0=1  |

## Avrami指数n
结晶的成核机理有均相成核与异相成核两类。因为均相成核是由熔体中的高分子链段靠热运动形成的有序排列的链束作为晶核，亦即纯净的聚合物中由于热起伏而自发地生成晶核的过程；而异相成核则是不纯净的聚合物以外来的杂质、未完全熔融的残余结晶聚合物、分散的小颗粒固体或容器壁为中心，吸附熔体中的高分子链作有序排列而形成晶核。

所以均相成核有时间依赖性，时间维数是1；而异相成核则与时间无关，时间维数是0。不同的时间维数加上不同生长方式的空间维数，则得到了结晶过程的Avrami指数。

## 结晶速率常数K与半结晶期
聚合物在结晶过程中体积不断收缩，但是通常体积收缩的瞬时速率一直在变，且变化终点所对应的时间也不明确，因此不能用结晶过程所需的全部时间来衡量结晶速率。然而，体积收缩了整个过程的一半所需的时间则可以较准确地测量，因为在这点附近，体积变化的速率较大，时间测量的误差较小，因此规定体积收缩进行到一半所需时间的倒数1/t1/2作为实验温度下的结晶速率。

显然，对于阿夫拉米方程，当结晶度C=1/2时，便可得到t1/2=[(㏑2）/K]1/n ,或K=(㏑2)/(t1/2)n，这也就是结晶速率常数K的物理意义和采用1/t1/2来衡量结晶速率的依据。t1/2也称为半结晶期。

## 阿夫拉米方程的适用性
因为聚合物结晶时分子链作规整紧密堆砌时体积会发生变化，所以可以用膨胀计跟踪测量结晶过程中的体积收缩，以研究其结晶过程。

具体方法是将聚合物与惰性的跟踪液体装入一膨胀计中，加热到聚合物的熔点以上，使聚合物全部成为非晶态熔体，然后将膨胀计移入预先控制好的恒温槽中，使聚合物迅速冷却到预定的温度，观察膨胀计毛细管内液柱的高度随时间的变化，便可以考察结晶进行的情况。如果以h0、h∞和ht分别表示膨胀计毛细管内液柱高度的起始、最终和t时刻时所对应的示数，因为聚合物结晶时的质量不变、膨胀计的毛细管的横截面积不变，所以可以根据阿夫拉米方程直接以㏒{-㏑[(ht-h∞)/(h0-h∞)]}对㏒t作图，则可以得到斜率为阿夫拉米指数n,截距为㏒K的直线，如下图：尼龙1010-等温结晶的Avrami作图

（ 由于版权所限，图片无法上传，有兴趣的朋友可以查阅一般的高分子物理书籍。

图片的情况大致是：在某一温度下，随着时间的延长，以㏒{-㏑[(ht-h∞)/(h0-h∞)]}对㏒t作图，前期所得实验点的趋势基本在一条直线上，但是后期所得实验点则发生明显偏离；在其他几个温度下条件下，随时间的延长，所得曲线的趋势大致相同：即所得实验点先大致呈一条直线，后期也发生明显偏离。 ）
阿夫拉米方程曾应用于许多聚合物，并取得不同程度的成功。然而后来却发现，有些情况下，虽然Avrami作图线性很好，但是得到的n值不是整数，而非整数的n值在Avrami模型中是没有物理意义的；甚至于还发现微观观察结果认为n=3，而膨胀计法测得n=2的互相矛盾的情况；从上图所描述的情况也可以看到，后期实验点发生明显偏离。以上情况表明，聚合物的结晶过程比Avrami模型要复杂得多。

有研究者认为非整数n的出现是均相成核与异相成核同时存在或者是成核有时间依赖性造成的，而实验后期数据偏离则是由次期结晶（所谓的次期结晶是指当一次结晶完成之后，在一些残留的非晶区域和晶体的不完整部分即晶体间的缺陷或不完善区域，继续进行结晶和进一步完整化的过程）的出现引起的。此外，他们还考虑了不同的影响因素，如结晶后期球晶的相互碰撞、晶体生长过程中晶核体积的影响、晶体生长过程中线生长速率的变化及两步结晶模型等，并对经典结晶过程的模型进行补充，得到了比阿夫拉米方程适用性更广的修正模型和修正方程，甚至扩展到了非等温结晶领域。